# Biserica reformată din Mujna
Biserica reformată din Mujna este un ansamblu de monumente istorice aflat pe teritoriul satului Mujna; comuna Dârjiu.
Ansamblul este format din următoarele monumente:
- Biserica reformată (cod LMI HR-II-m-B-12882.01)
- Turn-clopotniță (cod LMI HR-II-m-B-12882.02)

## Localitatea
Mujna (maghiară Székelymuzsna) este un sat în comuna Dârjiu din județul Harghita, Transilvania, România. Prima atestare documentară datează din anul 1520, cu denumirea Muscha.

## Biserica
Biserica reformată datează din secolul al XV-lea. Păstrează numeroase elemente specifice stilului gotic târziu. În anul 1704  a fost partial distrusă de lobonți în timpul războiului curuților. Cutremurul din 1802 a deteriorat grav biserica, care de atunci are doar un tavan casetat simplu. Turnul actual a fost construit între anii 1834-1837

## Imagini din exterior

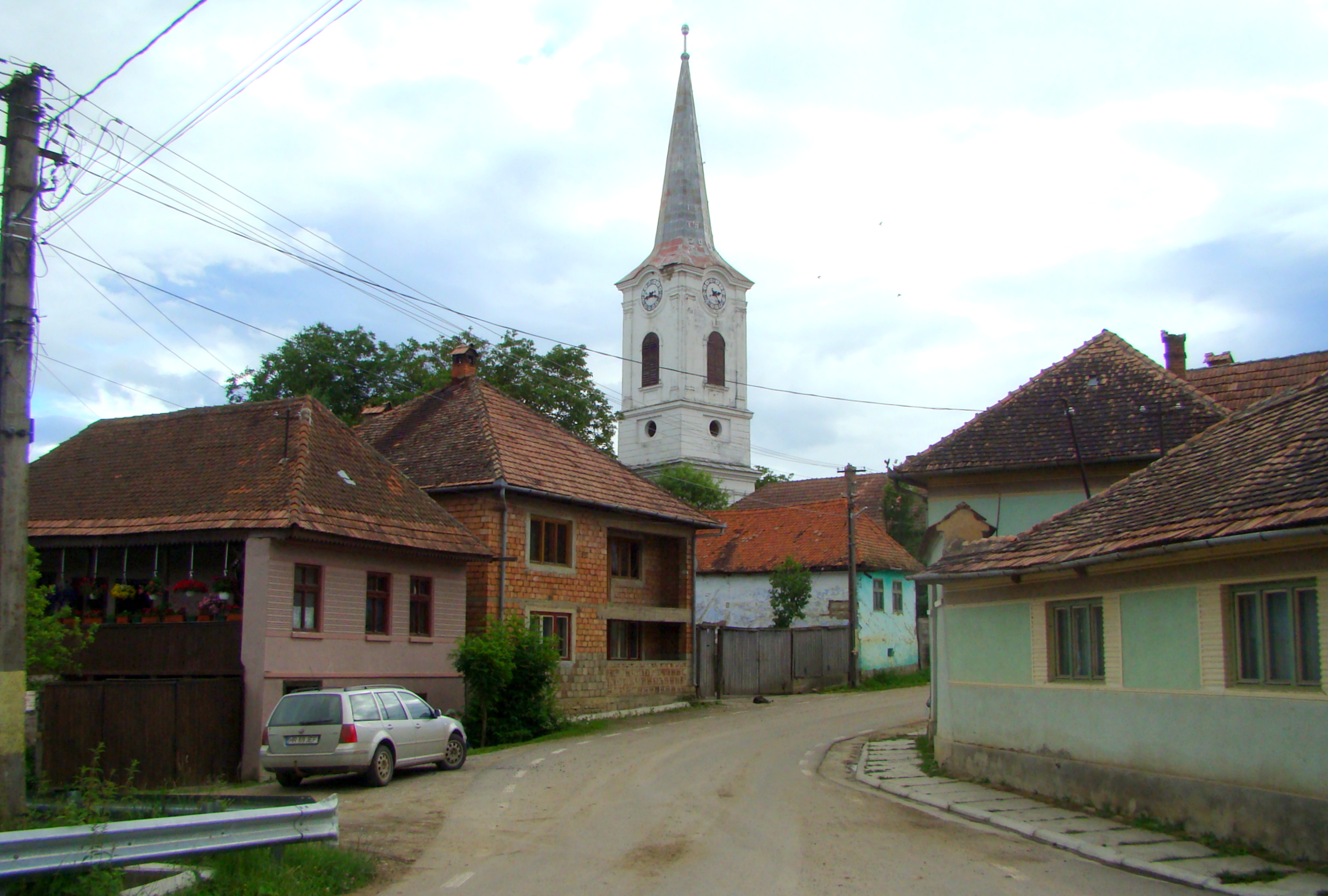
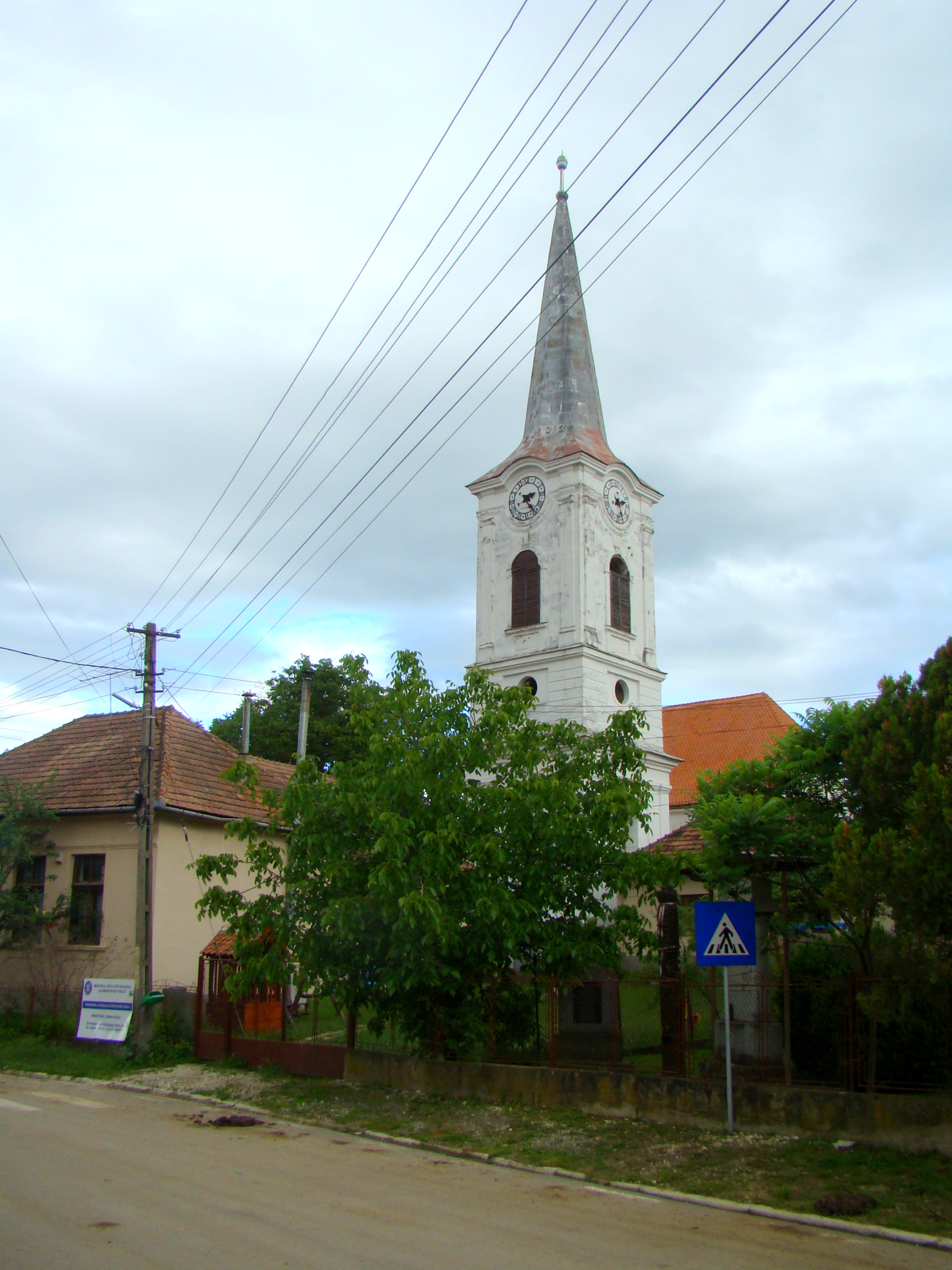
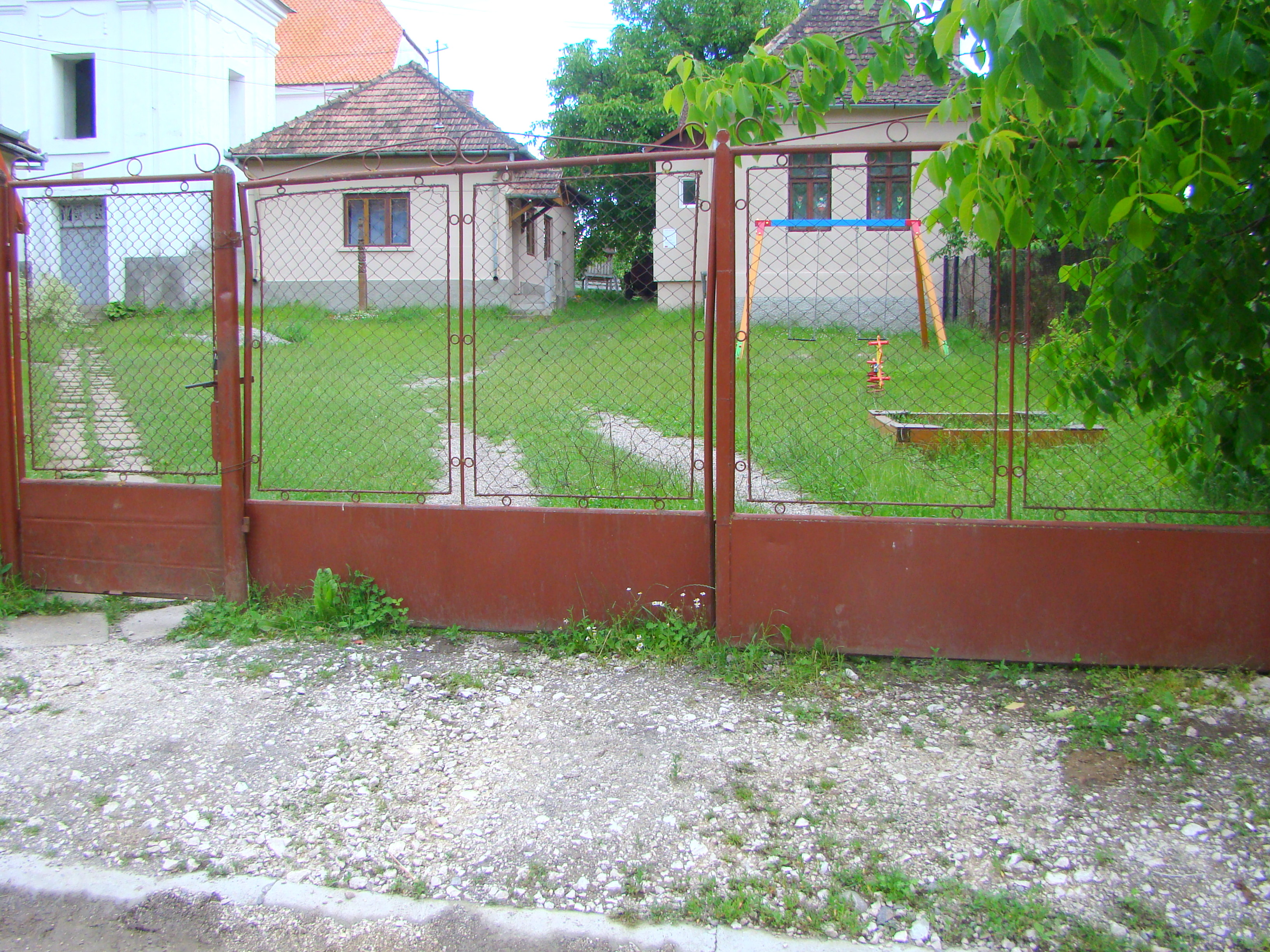
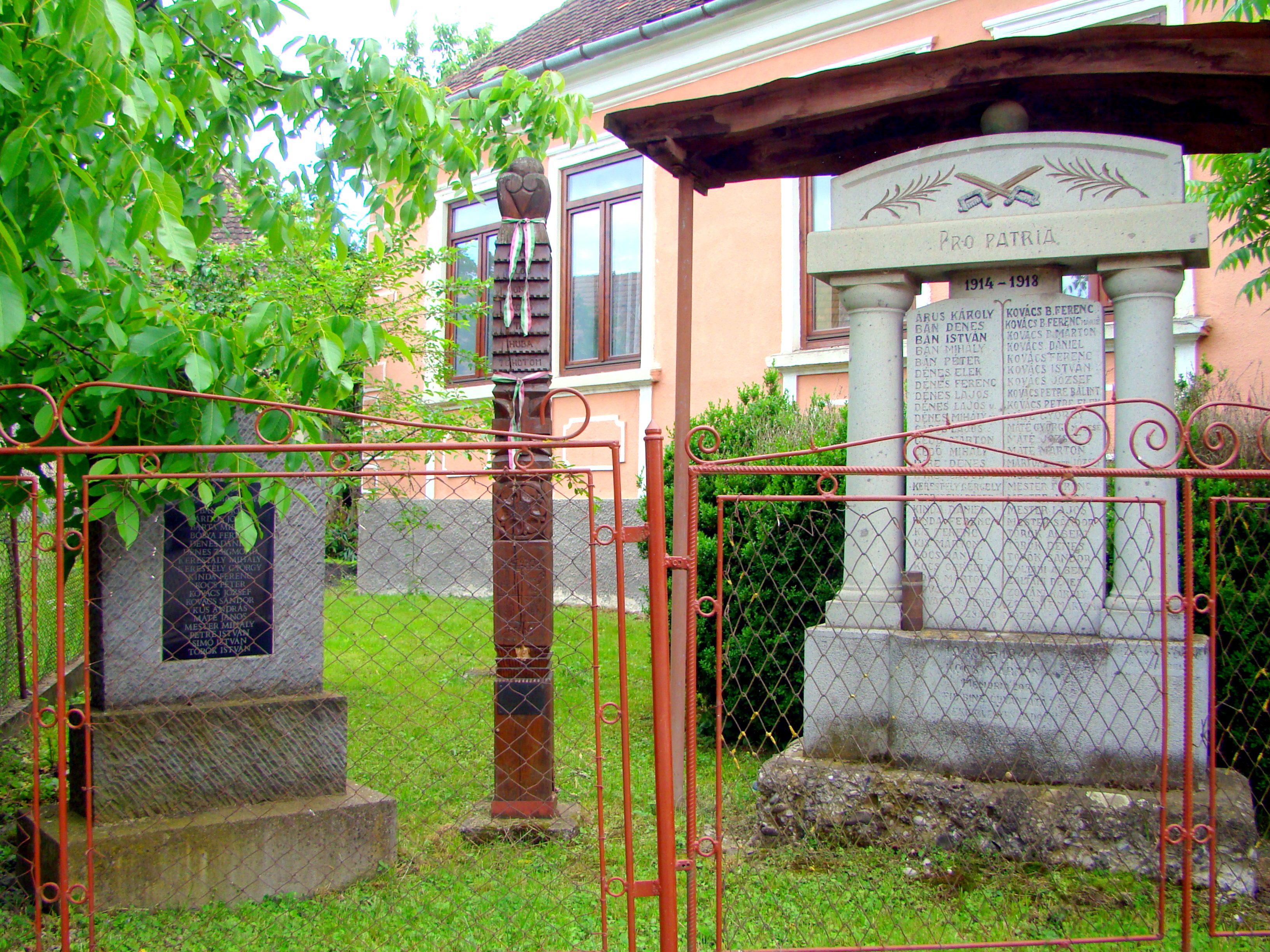
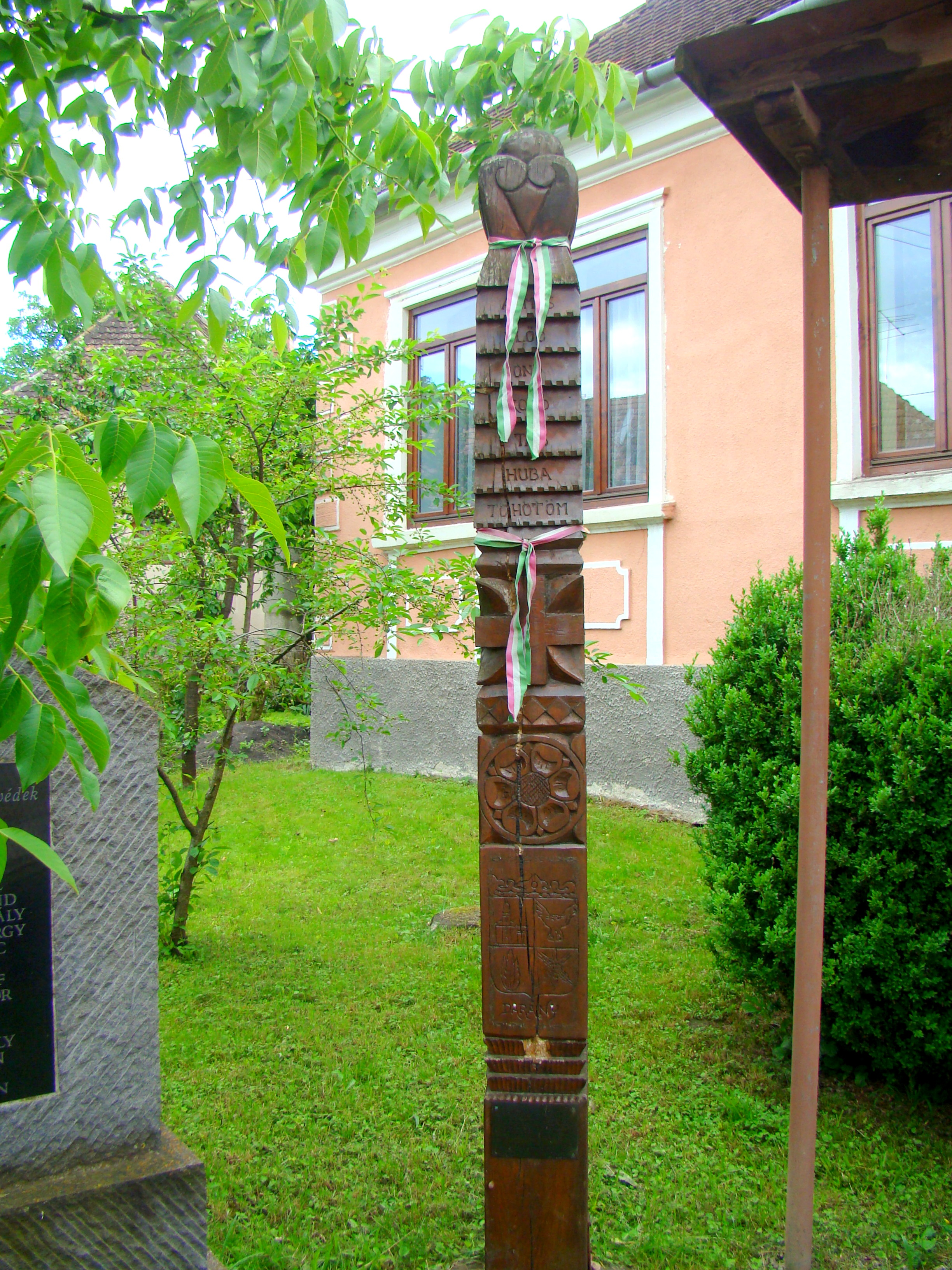
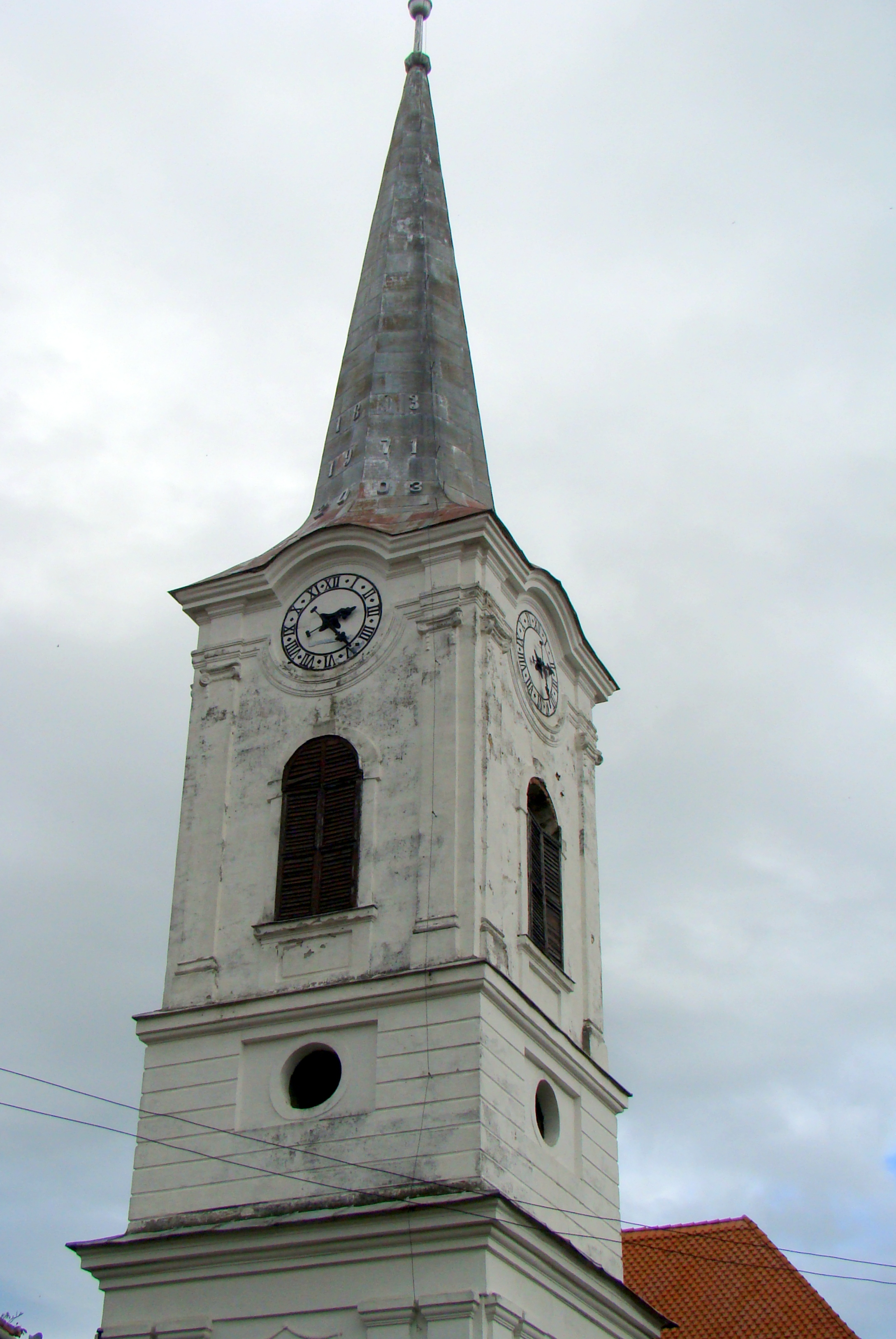
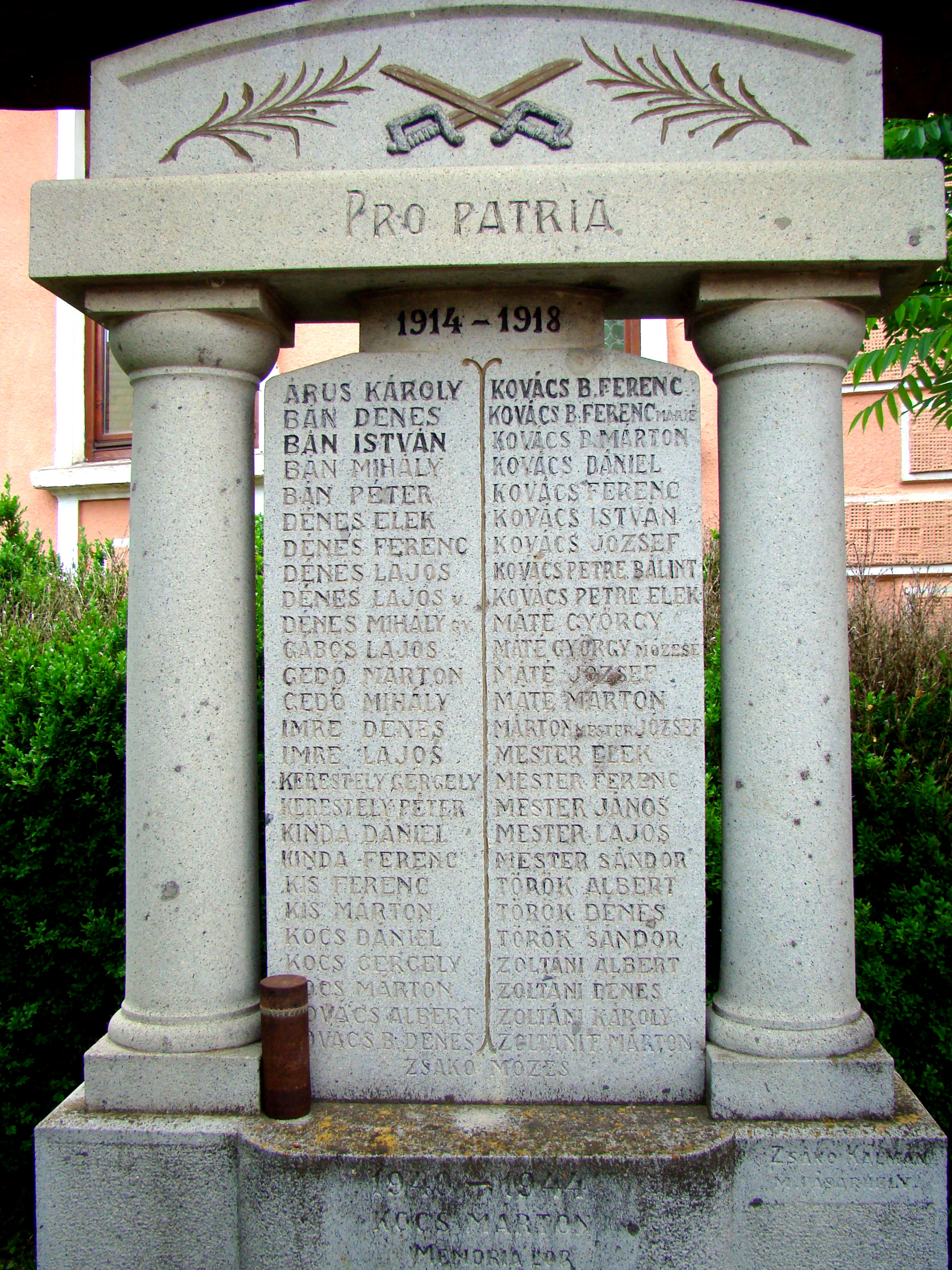
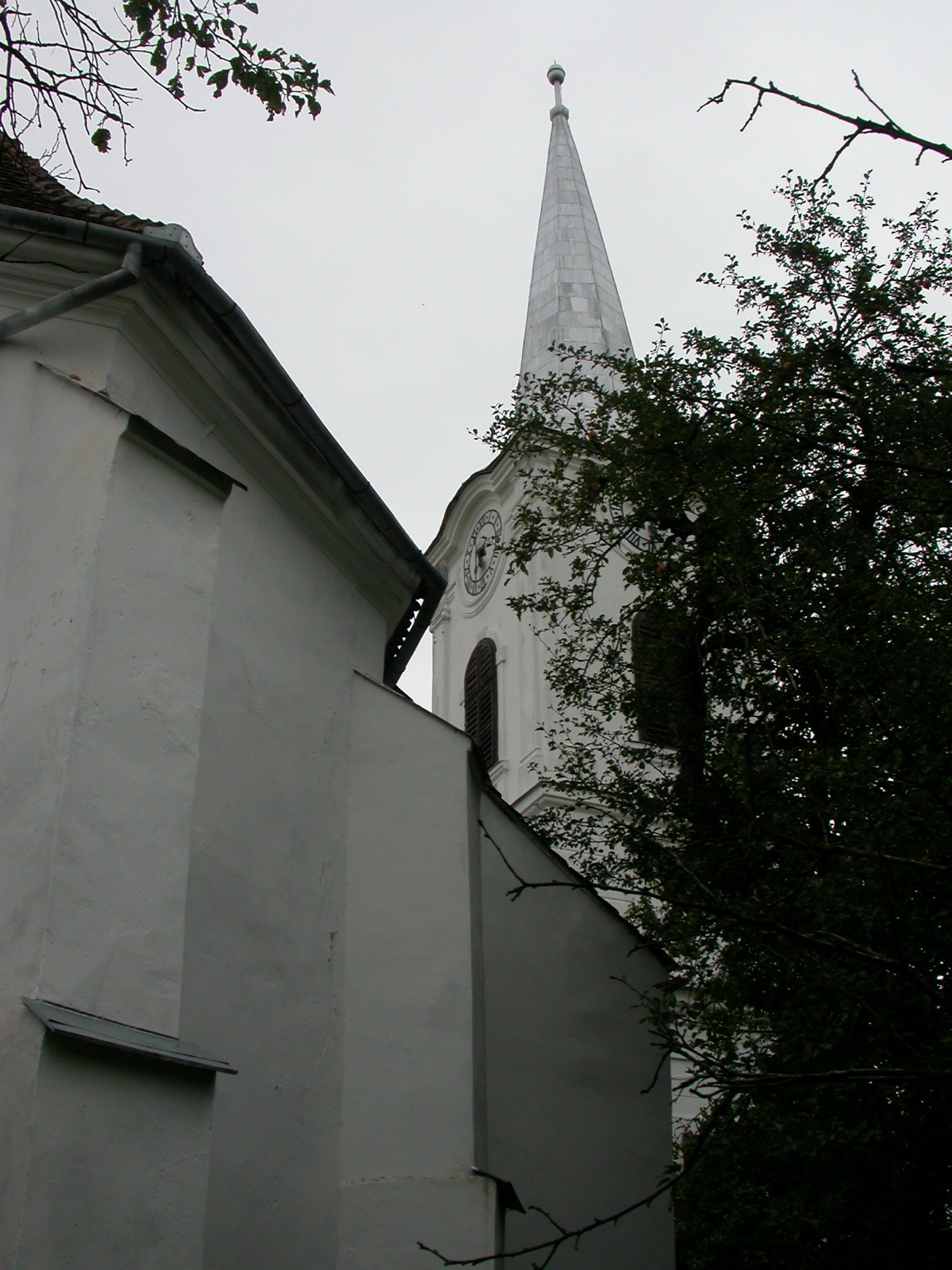
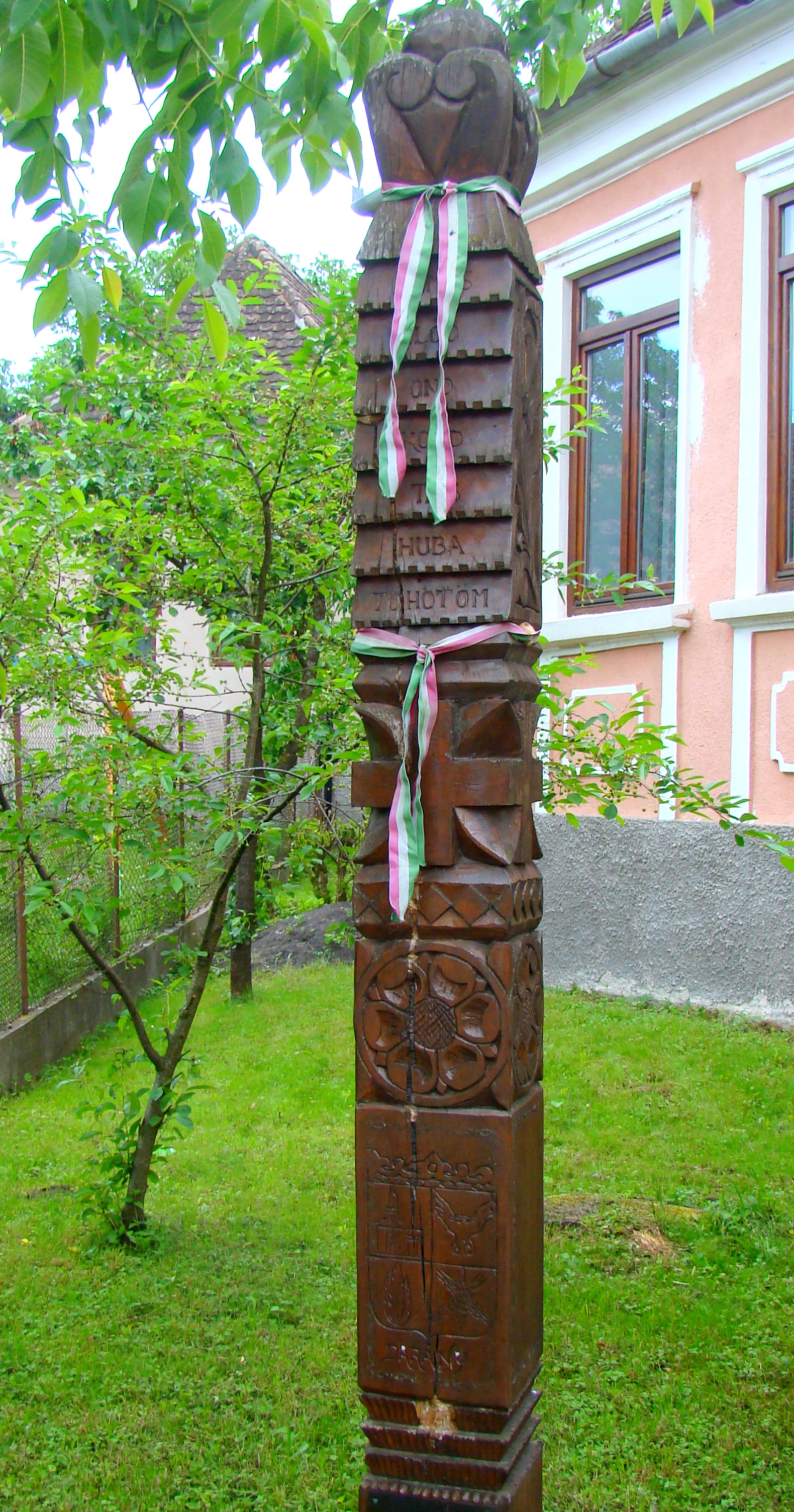
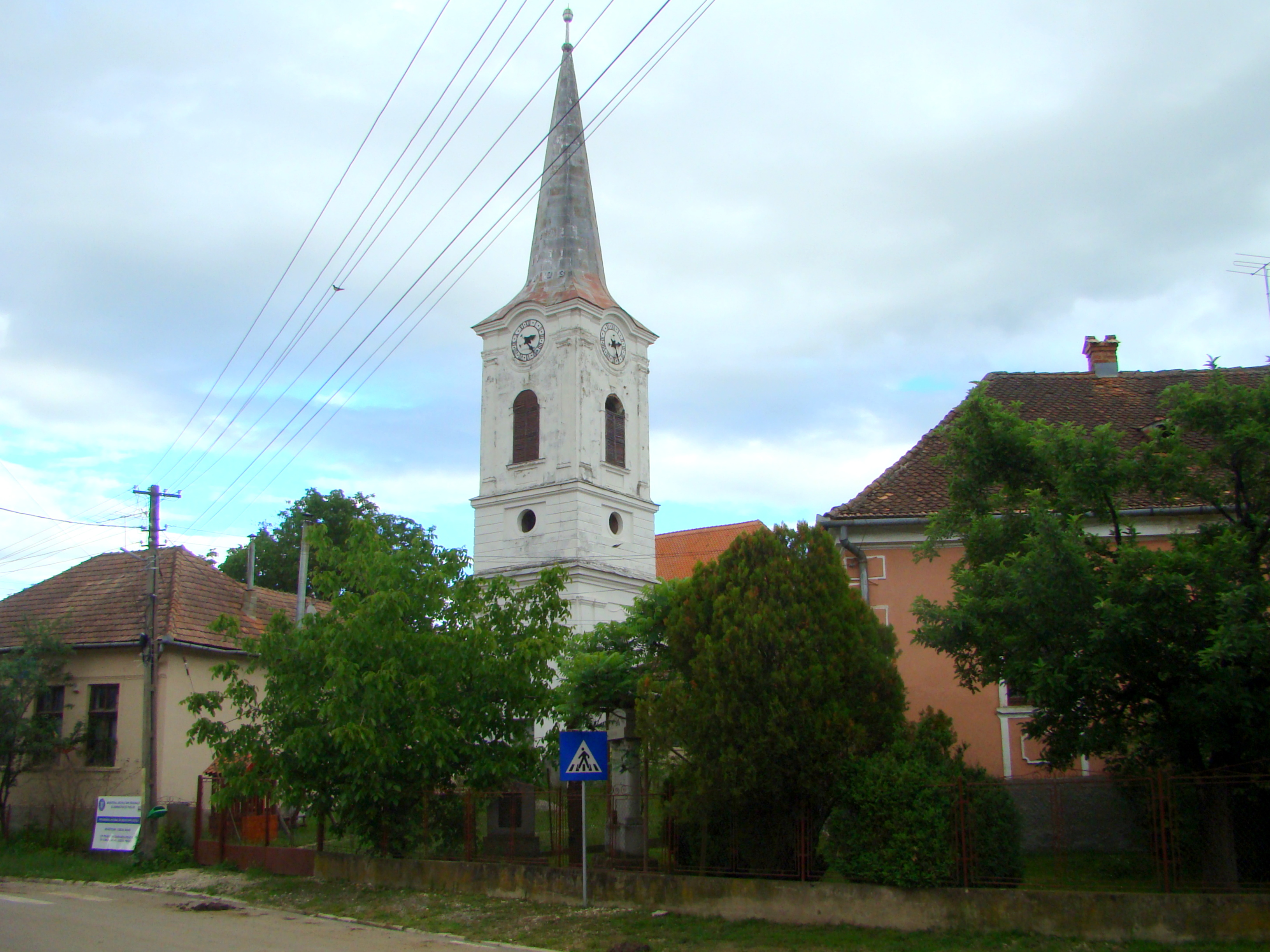